# Festival del Bambuco en San Juan y San Pedro
El Festival del Bambuco en San Juan y San Pedro, anteriormente conocido como el «Festival Folclórico, Reinado Nacional del Bambuco y Muestra Internacional del Folclor», es una de las celebraciones más representativas del sur de Colombia. Su sede principal es la ciudad de Neiva, capital del departamento del Huila. Este evento, que rinde homenaje a San Juan y San Pedro, se celebra anualmente desde mediados de junio hasta la primera semana de julio, y atrae a numerosos turistas tanto nacionales como extranjeros.
La riqueza cultural del festival se expresa a través de su música y danzas tradicionales, especialmente el bambuco y el rajaleña, manifestaciones folclóricas con raíces en las culturas precolombinas y las tradiciones españolas. Las rondas sanpedrinas, las coloridas comparsas, la gastronomía regional, los encuentros culturales y el aguardiente típico del departamento son elementos que enriquecen estas festividades. Todo ello ha contribuido a consolidar una identidad cultural única en la región que hoy comprende los departamentos del Tolima y el Huila.

## Antecedentes

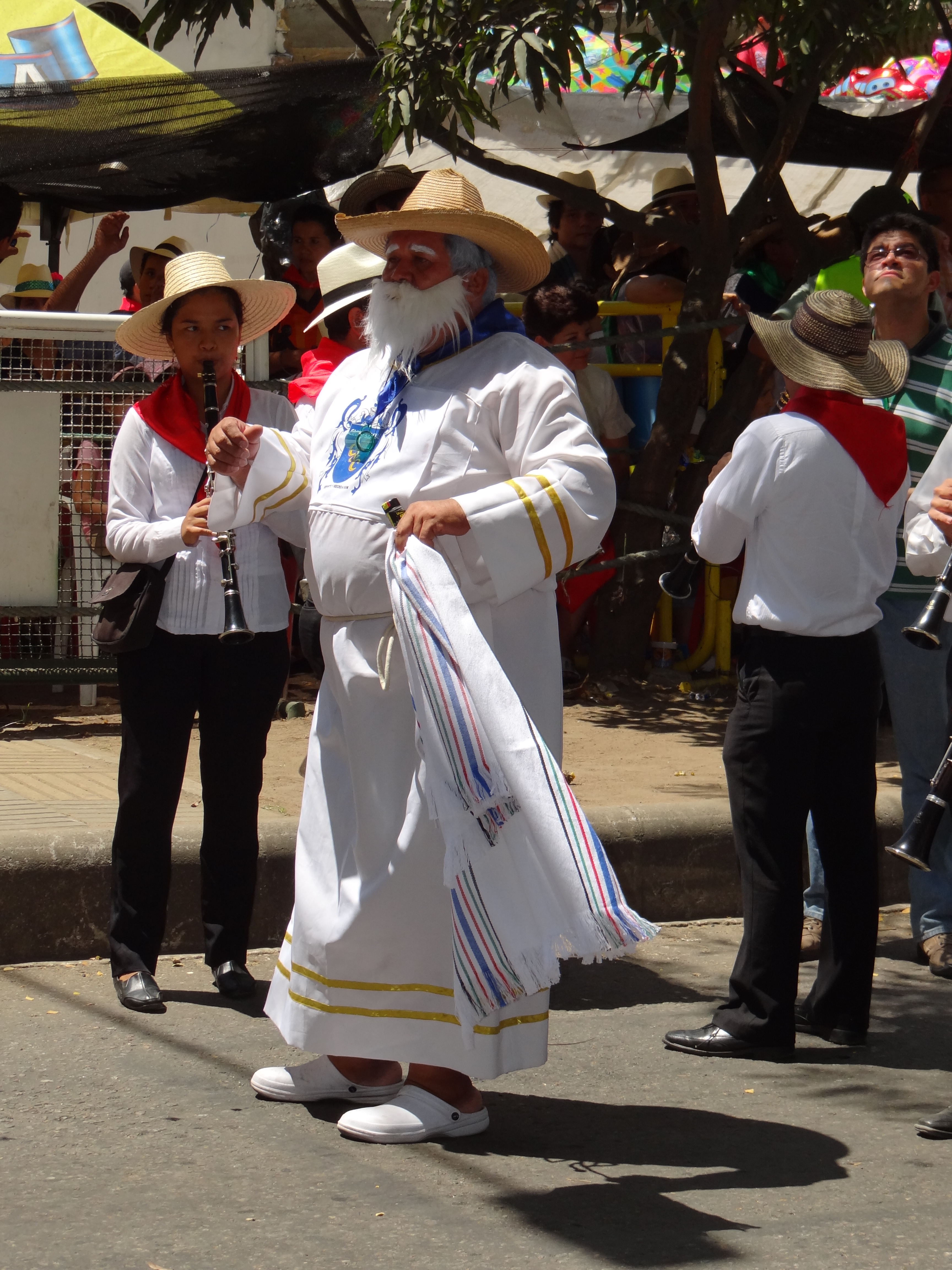
San Pedro, Principal personaje del Festival.

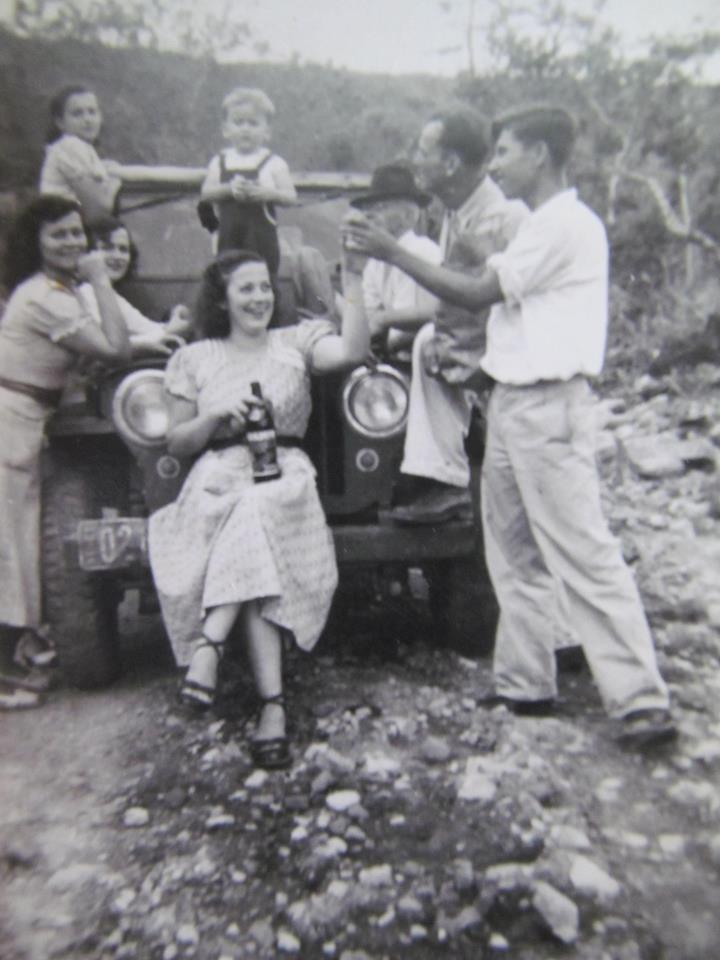
Tradicional familia de la región celebrando San Pedro con Mistela

Estas Festividades tuvieron su origen en honor a San Juan Bautista y Luego Agregados también San Pedro y San Pablo, Traídos a América por los españoles. En la antigüedad en la Región Conocida como el Tolima Grande, se llevaban a cabo cultos de tradición pagana en los cuales se celebraba el Solsticio de Verano aproximadamente por 10 días en el mes de junio, al momento de ser colonizados por el Reino Español estás tradiciones tuvieron que ser desechadas pero para que estos cambios fueran aceptadas por las comunidades indígenas de la época se designó que se siguieran celebrando pero con un punto de vista Cristiano y así detener los derramamientos de sangre que conllevaban estos rituales y sacrificios. Para 1959 en el departamento del Tolima y 1960 en el departamento del Huila se celebraron las primeras ediciones de este festival, se llevaban a cabo diversas actividades en las que participaba el pueblo. Todos los pueblos del departamento, regidos por sus respectivas parroquias, participaban en esta tradición. A lo largo del tiempo, las festividades se extendieron y se convirtieron en una celebración rural en honor a San Juan y una fiesta urbana en honor a San Pedro, uniendo ambos eventos durante varios días de alegría continua.
- Antiguamente, las festividades duraban ocho días distribuidos de la siguiente manera: El 24 de junio se celebraba San Juan, el 25 San Eloy, el 26 San Eloicito, el 27 San Churumbelo, el 29 San Pedro, el 30 San Pablo y el 1 de julio San Pablito. Durante estas festividades, los habitantes del Tolima y el Huila y sus visitantes disfrutaban de grupos musicales folclóricos que se presentaban en actos oficiales y concursos de rajaleñas, bailes  y tamboras que formaban parte del programa para amenizar los eventos.
- En el Huila el 29 de junio, día de San Pedro, se celebraba en la zona urbana del pueblo y se destacaba por la cabalgata, la descabezadura de gallo, premios, fuegos artificiales, aguardiente y música de bandas de viento. A partir de 1952, se agregó una segunda etapa a las festividades sampedrinas, con presentaciones de un conjunto de rajaleñas. Sin embargo, los primeros indicios de esta fiesta se remontan a 1956, cuando se organizó el primer desfile tradicional por las calles de la ciudad. Estos antecedentes condujeron a la aprobación de la Ordenanza 064 el 27 de diciembre de 1960, que ordenaba a la dirección de Turismo la organización del Reinado del Bambuco, la realización de concursos con premios para los mejores conjuntos musicales, danzas folclóricas y carrozas, y autorizaba a la licorera y al fisco departamental a cubrir los gastos de la organización de la fiesta y los de las candidatas participantes en el reinado.
- Con el objetivo de fomentar el turismo, se incluyeron diversos eventos adicionales como conciertos masivos y ferias de exposiciones artesanales, e incluso se buscó internacionalizar el reinado del bambuco. Durante el Festival Folclórico de 1990, participaron señoritas de las colonias internacionales de Miami (EE. UU.), Venezuela, Chile, Costa Rica y Panamá.
- En 2006, el Congreso de la República declaró el Festival Folclórico, Reinado Nacional del Bambuco y Muestra Internacional del Folclor como Patrimonio Cultural de la Nación a través de la Ley 1026.
- Durante la pandemia de COVID-19, la edición número 60 del Festival tuvo que ser cancelada. Sin embargo, se organizaron actividades virtuales como las "60 Horas de Huilensidad" a través de redes sociales, promovidas por la Secretaría de Cultura Departamental del Huila, para que las familias de todos los municipios pudieran disfrutar de las muestras culturales desde sus hogares. Además, la Alcaldía de Neiva organizó un Festival Folclórico del Bambuco Virtual, que incluyó distintas convocatorias y la elección de la Reina Popular del Bambuco 2020.[6]
- En abril de 2022, hubo una discusión y acuerdo entre la Asamblea Departamental del Huila, el Consejo Departamental de Cultura, el Consejo Departamental de Patrimonio y la Academia Huilense de Historia para rescatar la tradición de San Pedro y el nombre San Juan, que representa a los campesinos y las expresiones culturales basadas en el ritmo del bambuco. Con el objetivo de obtener un mejor reconocimiento cultural a nivel nacional e internacional, se decidió cambiar el nombre del festival a Festival del Bambuco en San Juan y San Pedro.[7]

## Tradiciones durante las fiestas

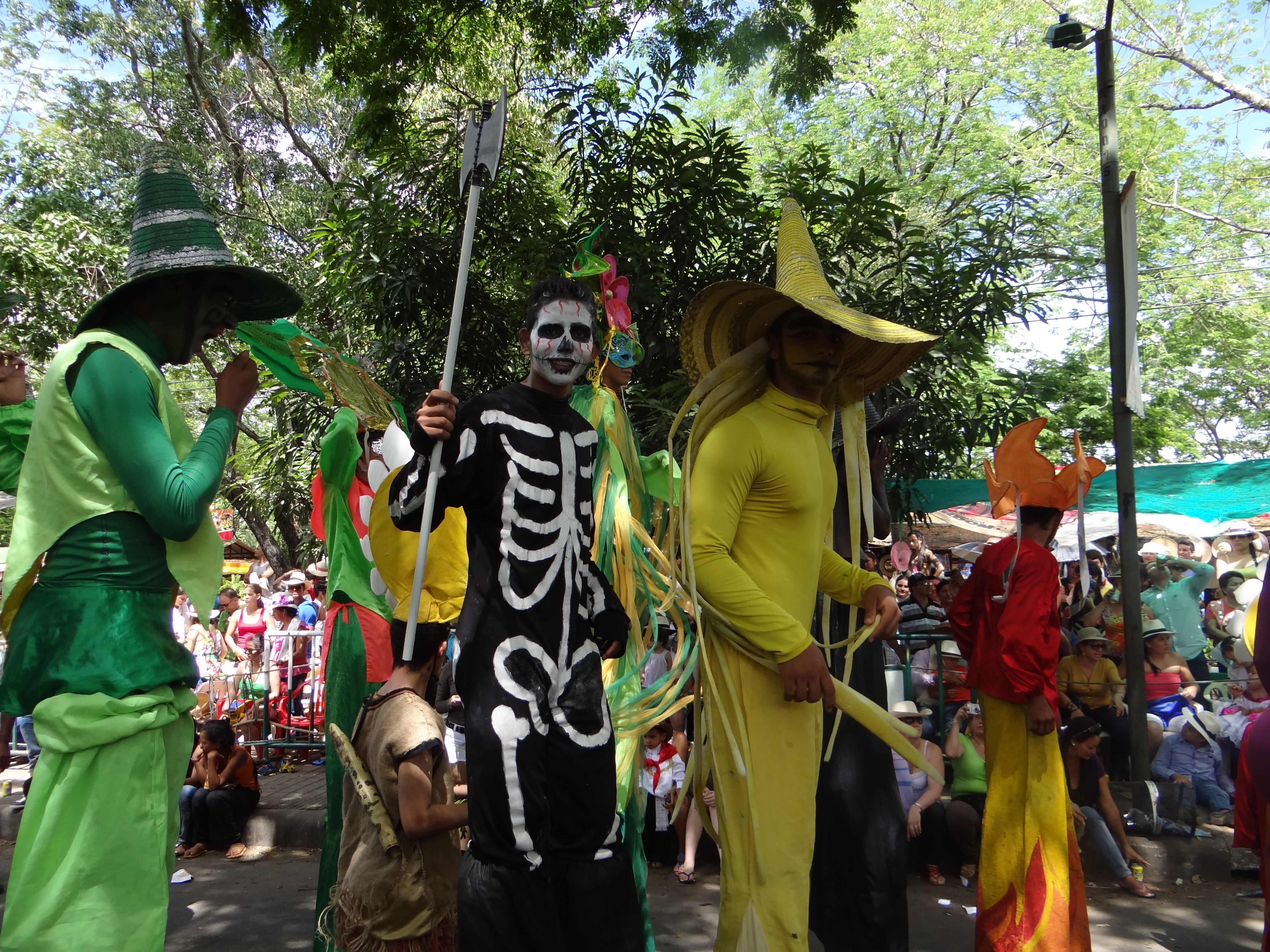
Comparsa de Mitos y Leyendas del Huila.

En sus inicios, la celebración ha sido netamente familiar de origen campesino, transmitida de generación en generación con el ánimo de preservar la tradición y legado de los Opitas. Ahora, el festival se ha convertido en un referente cultural y popular de la nación en donde se baila, se tocan aires musicales (Bambucos y pasillos), donde se toman bebidas y se comen alimentos especiales como el tradicional Asado huilense, el Tamal Huilense, el bizcocho de Achira, Gaseosa Cola Cóndor, Mistela y el aguardiente Doble Anís.
Otra riqueza cultural es la imaginación popular para explicar algunos fenómenos naturales o cotidianos. Esta se resume en la gran cantidad de historias, leyendas y mitos que tienen cabida dentro de la tradición oral que cubre al Alto Magdalena; La Llorona, La Madremonte, El Mohán, La Muelona, La Patasola, El Duende y El Sombrerón, son personajes de fantásticas historias que habitan en el imaginario colectivo de los huilenses y que se han transmitido de generación tras generación.

## Símbolos del Festival

### El Baile Oficial del Festival del Bambuco
El Sanjuanero Huilense es la danza emblemática del departamento del Huila, ícono del folclor colombiano. Esta danza, alegre, pícara y profundamente simbólica, refleja la tradición, el amor campesino y la coquetería de la mujer huilense. Declarado baile oficial del festival en 1968, el Sanjuanero fusiona la tradición musical de la región con una coreografía refinada, cuya estructura fue diseñada por la folclorista Inés García de Durán, sobre la música compuesta por Anselmo Durán Plazas en 1936. A través de sus ocho figuras coreográficas, la danza narra un cortejo amoroso entre el hombre y la mujer, en el que el galanteo, la coquetería, la picardía y el respeto se expresan en cada paso, giro, y gesto.

#### La Coreografía del Sanjuanero Huilense

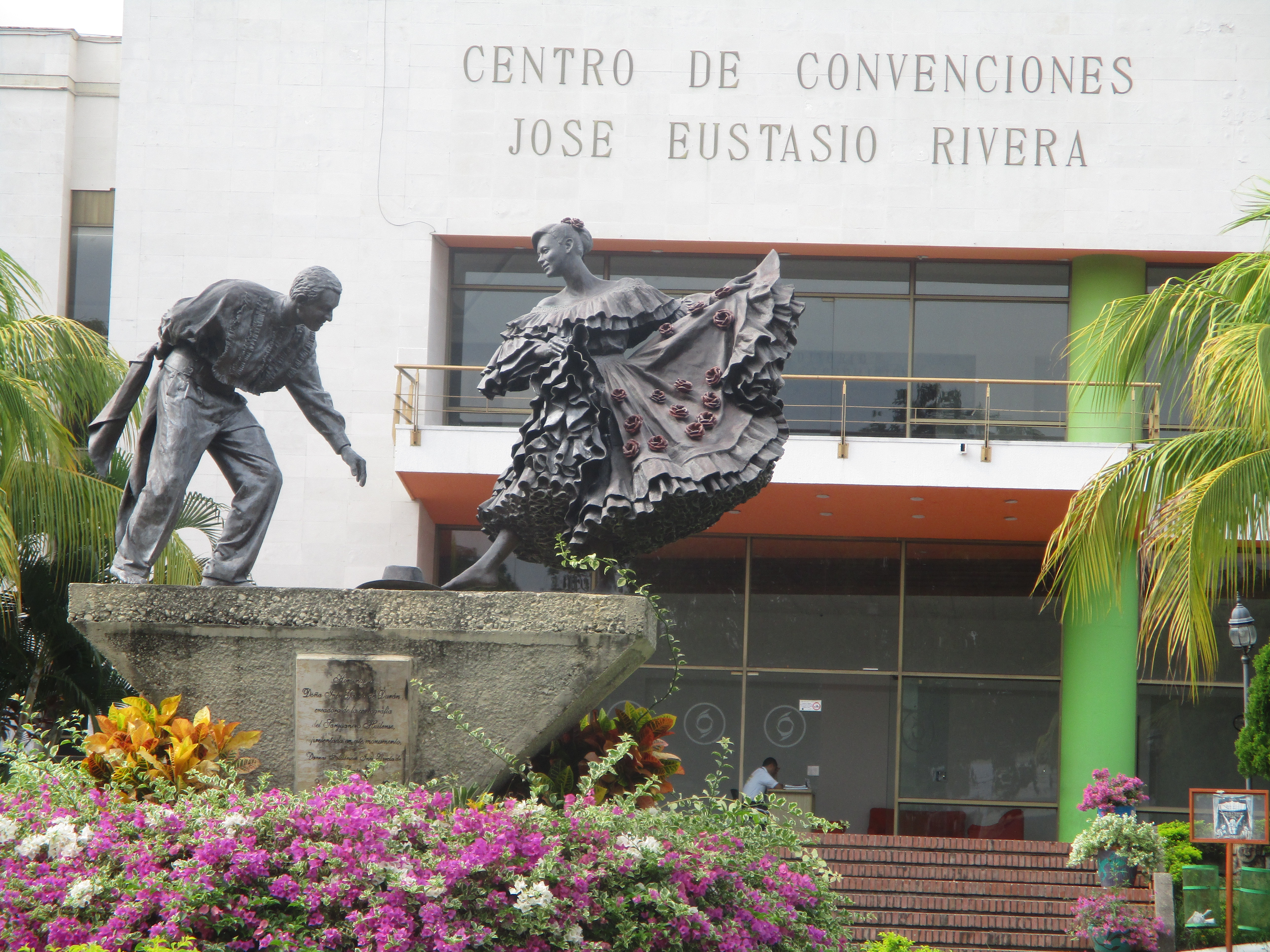
Monumento al Sanjuanero Huilense, realizando la figura de arrastrada del ala.

La danza está estructurada en ocho figuras principales, cada una con un simbolismo particular dentro del cortejo amoroso entre el parejo y la dama:

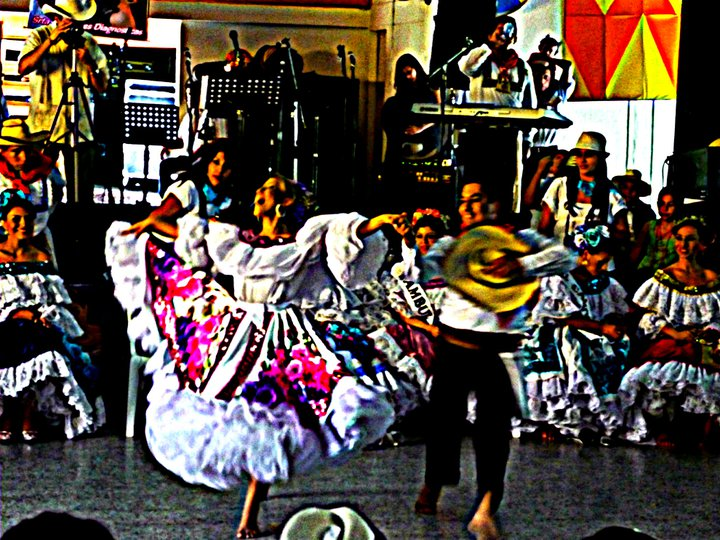
"La invitación" en coreografía del Sanjuanero Huilense.

1. La Invitación: En escena, la mujer se ubica con los pies juntos y los brazos extendidos mostrando la falda. El parejo se le acerca caminando, le ofrece su mano derecha y la toma por la cintura. Avanzan juntos mientras ella gira sobre sí misma.
2. Los Ochos: En el centro, la pareja describe la figura de un ocho. Al encontrarse, caminan juntos. Ella le quita el sombrero, le coquetea con un giro y se lo devuelve colocándoselo. Luego, desata el pañuelo (rabo’e gallo), que ambos sostienen por los extremos para cruzar por debajo.
3. Los Coqueteos: Ella se desplaza en círculo, le retira el sombrero y lo seduce con movimientos gráciles. El parejo se coloca a su lado; ella le coloca el sombrero de nuevo y juntos toman el pañuelo con la mano izquierda. Ella alza la falda con la derecha y giran en sentido contrario (cuatro compases). Luego avanzan en círculo (dos compases) y el parejo se arrodilla.
4. La Arrodillada: Con el hombre arrodillado, la mujer baila a su alrededor, ondeando la falda y sujetando el pañuelo. Al encontrarse, simulan un beso. Luego él se incorpora y, aún tomados del pañuelo, cruzan por debajo mientras ella se enrolla con giros a su cintura, volviendo hacia él.
5. Levantada del Pie: Avanzan bambuqueando tres compases. Luego levantan alternadamente los pies (derecho, luego izquierdo), manteniendo la punta hacia abajo. Tras cuatro levantadas, ella le quita el sombrero y huye al extremo del escenario. Quedan frente a frente.
6. Arrastrada del Ala: Ambos van al centro. Ella, cubriéndose el rostro con el sombrero, se contonea y lo deja caer boca abajo. Retroceden con pasos largos y, al conteo de tres, ella lo arrastra con el pie mientras él intenta quitarlo. Luego ejecutan un ocho y, en el centro, ella recoge el sombrero. Es una figura de delicadeza y elegancia.
7. El Secreto – Rechazo: Avanzan cubriéndose con el sombrero. Él le susurra; ella se asombra y lo rechaza, mostrándole la pantorrilla con un gesto negativo. Coquetean nuevamente. Al alcanzarla, él le pasa el pañuelo sobre la cabeza y ella lo toma con ambos brazos, iniciando un coqueto vaivén de lado a lado.
8. Salida Final: El parejo toma a la dama por la cintura. Juntos giran por el escenario, tomados del pañuelo. Finalizan sonrientes, frente al público, con el rabo’e gallo en alto.[12]

### Traje Típico del Sanjuanero Huilense
El traje típico fue diseñado específicamente para esta danza por las señoras Elvira y Elcira Ferro, con confección a cargo de doña Raquel Castro de Vanegas y la colaboración de sus hijas Magola y Olga. Fue presentado por primera vez en 1961, durante la primera edición del Festival Folclórico del Bambuco. Inspirado en las vestimentas tradicionales campesinas del Huila, el traje ha evolucionado para facilitar la movilidad y realzar la estética del baile, sin perder su esencia cultural.

##### Traje Típico Femenino
La indumentaria femenina es un verdadero símbolo de color, elegancia y tradición. Está compuesta por:
| Pieza  | Descripción del diseño |
| ------ | --- |
| Blusa  | Confeccionada en dacrón blanco, ceñida al cuerpo y cerrada con cremallera en la espalda.Cuello bandeja decorado con encaje de poliéster blanco, una arandela de tul y millaré de 7 cm de ancho. Mangas tres cuartos, adornadas con encaje blanco en los extremos y una randa de millaré con lentejuelas de 8 cm que enmarca el brazo. |
| Falda  | Hecha en satín raso de colores vivos, de forma circular (en plato) y con un largo que llega a la mitad de la pierna. Incluye encaje decorativo entre 12 y 16 cm de ancho, además de millaré de hasta 8 cm. Originalmente adornada con flores pintadas a mano; actualmente, lleva hasta nueve ramos de flores troqueladas en satín, teñidas en degradé, con hojas y capullos pintados a mano. - Distribución floral: 4 ramos al frente y 5 en la parte trasera. - Tamaños combinados de flores: Grandes (10–12), medianas (4–5), y pequeñas (9–12). En el ruedo se colocan dos arandelas de encaje de poliéster y dos de tul, que aportan volumen y movimiento. |

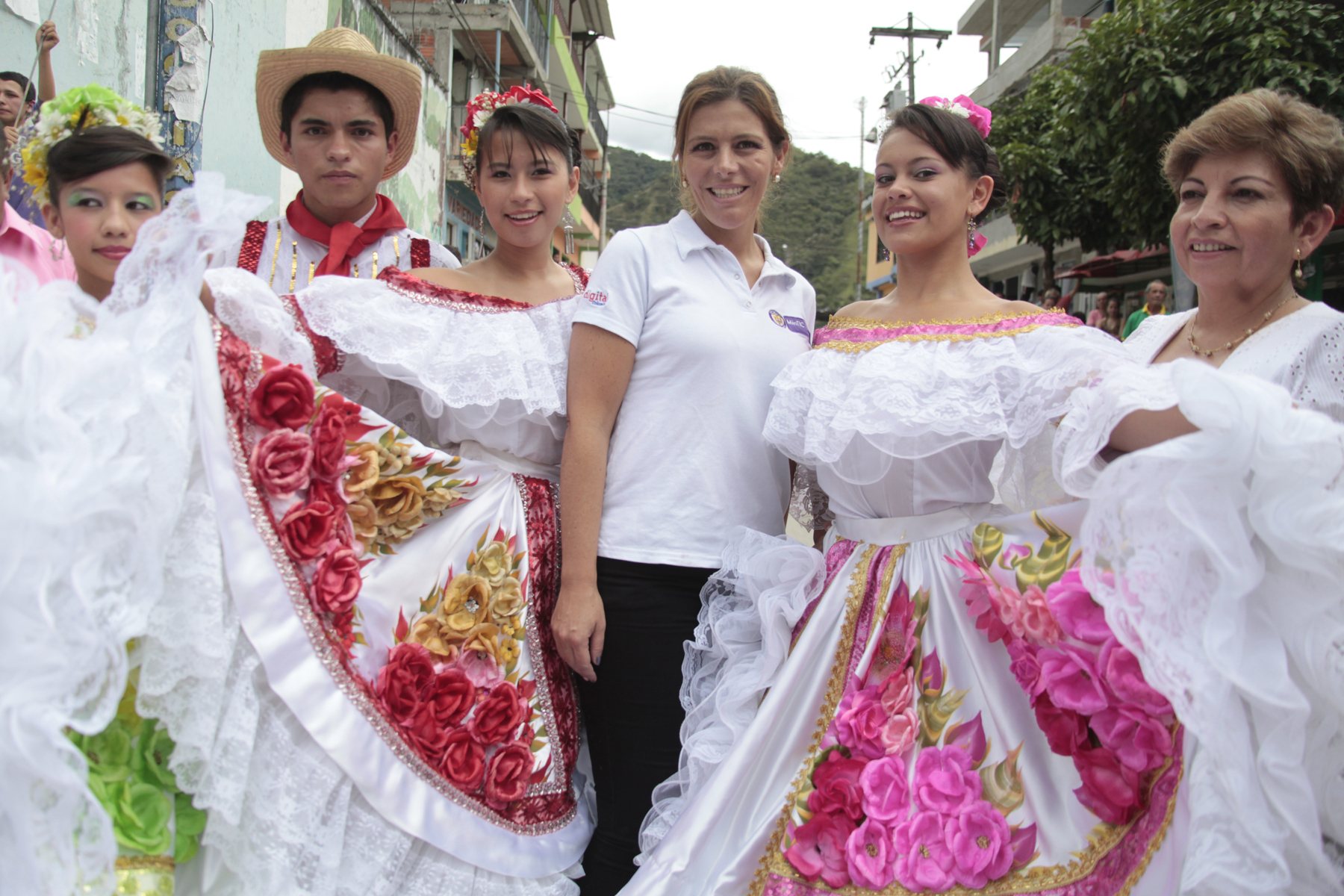
Atuendo para bailar la coreografía del Sanjuanero Huilense.

| Acceso | Alpargatas de fique o zapatillas doradas y un tocado floral en la cabeza, compuesto por cuatro ramos de flores que armonizan con los de la falda. |

#### Traje Típico Masculino
El atuendo del bailarín representa la elegancia rural del hombre opita. Incluye:
- Sombrero suaceño o de pindo.
- Camisa blanca o de colores con pechera bordada o en tela rayada.
- Pañuelo rabo’e gallo rojo, en satín, atado al cuello
- Poncho o ruana calentana.
- Pantalón de rayas en paño o dril samacá.
- Cinturón de tres hebillas.

- Alpargatas de fique.

#### El Traje Campesino Tradicional[14]
| Género    | Descripción |
| --------- | --- |
| Femenino  | Blusa blanca o de colores (rosado, verde, amarillo), o del mismo estampado de la falda. Cuello alto, prenses o encajes al frente, mangas largas con puño y arandelas. Falda larga hasta los tobillos, con dos o tres partiduras. Debajo se usan enaguas o pollerines con encajes de letín o arandelas de tul, que otorgan volumen y vistosidad. |
| Masculino | Camisa blanca de tela lisa, cuello militar, manga larga. Pantalón blanco o negro, con prenses, pasadores en equis y múltiples bolsillos. Accesorios: sombrero de pindo, pañuelo rabo’e gallo rojo, poncho o ruana, mochila de cabuya, alpargatas de fique o chocaperros, cinturón, calcetas de plátano o cabuya.                                |

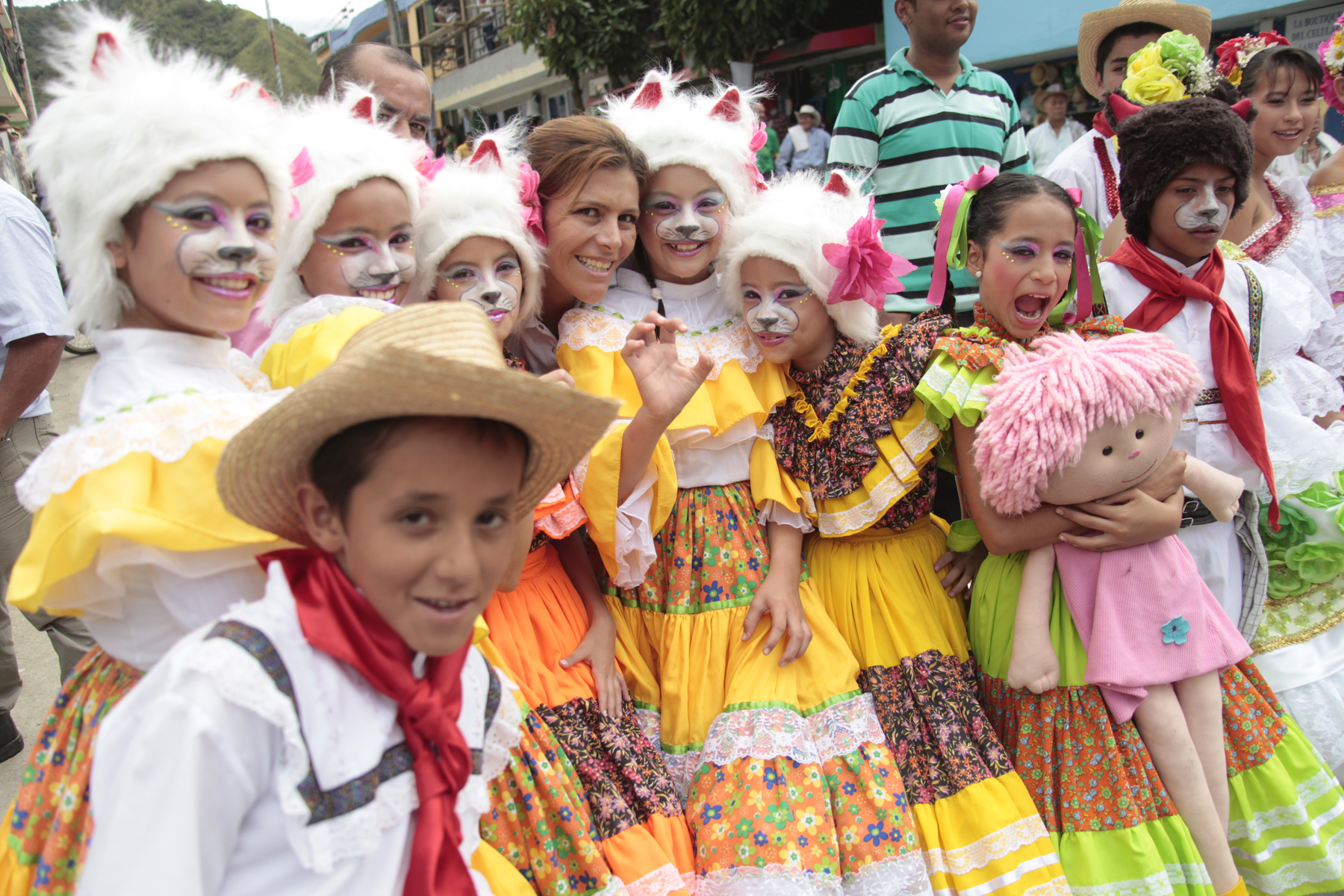
Niños con traje típico campesino Huilense

Desde su oficialización, el Sanjuanero Huilense ha trascendido como patrimonio cultural del Huila y de Colombia. Con el paso del tiempo, su vestuario, coreografía y forma de interpretación se han ido refinando, sin perder su esencia. Hoy es más ágil, elegante y espectacular, y constituye un símbolo de identidad para los huilenses y una joya del folclor nacional.

## Eventos importantes

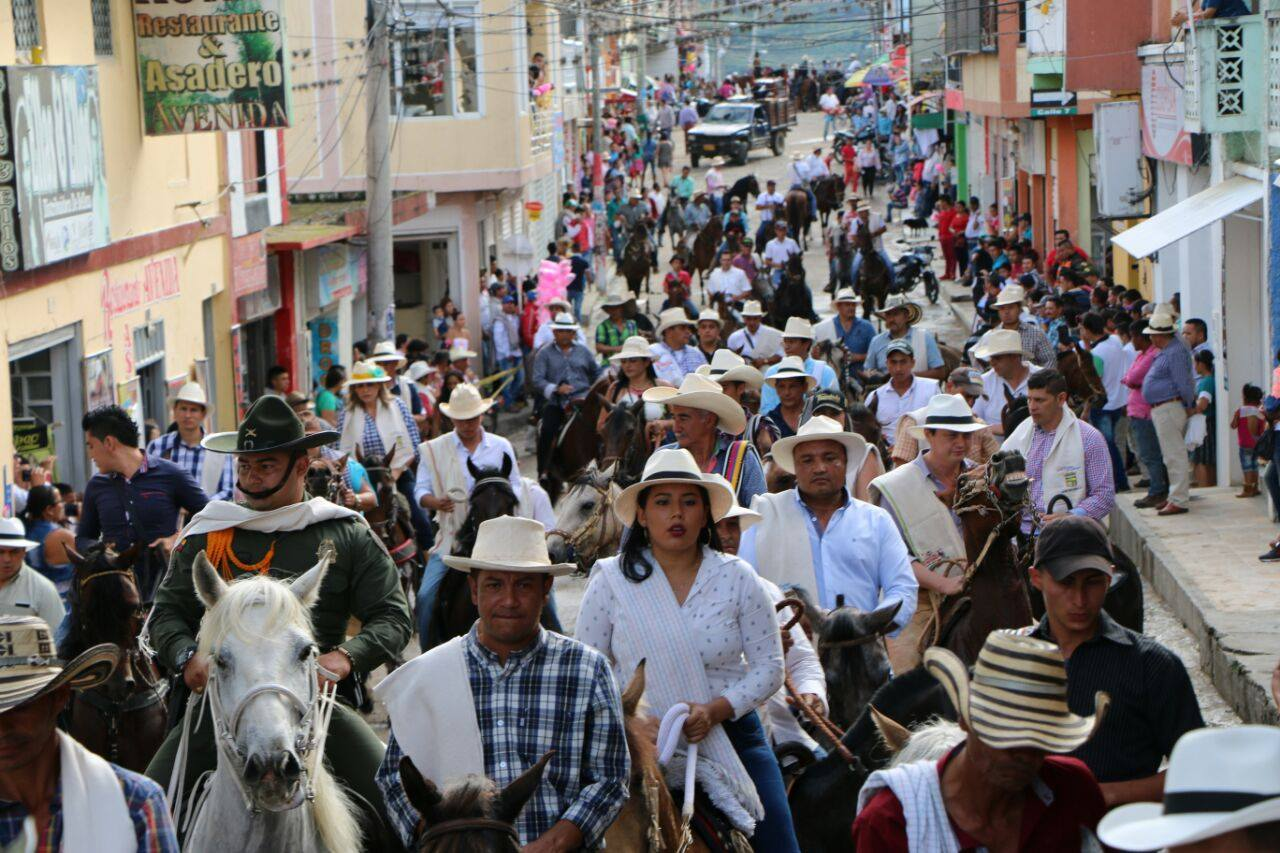
Las cabalgatas son una de las expresiones del festival que acompañan los desfiles.

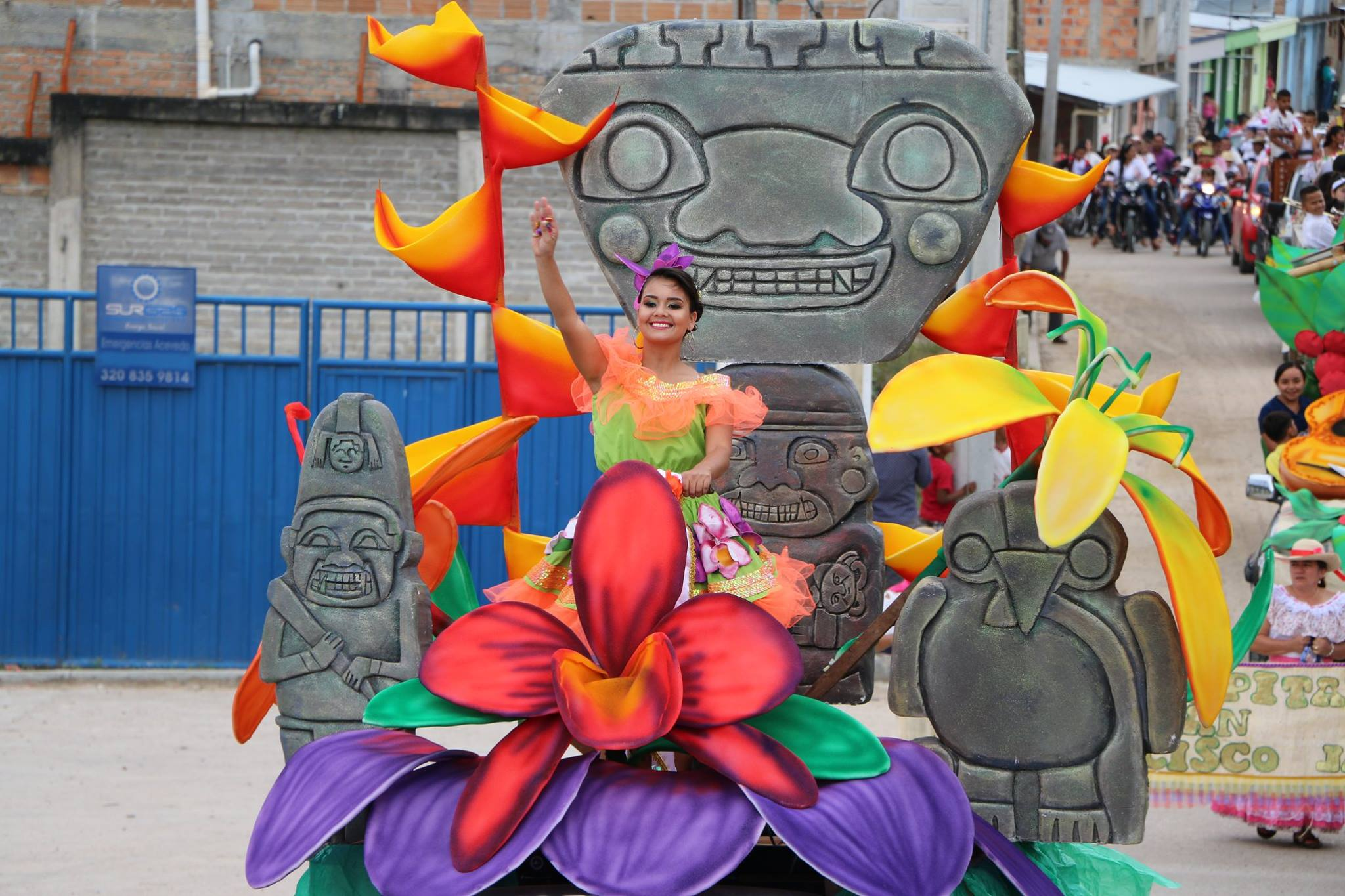
Carroza alegórica al Parque Arqueológico de San Agustín.

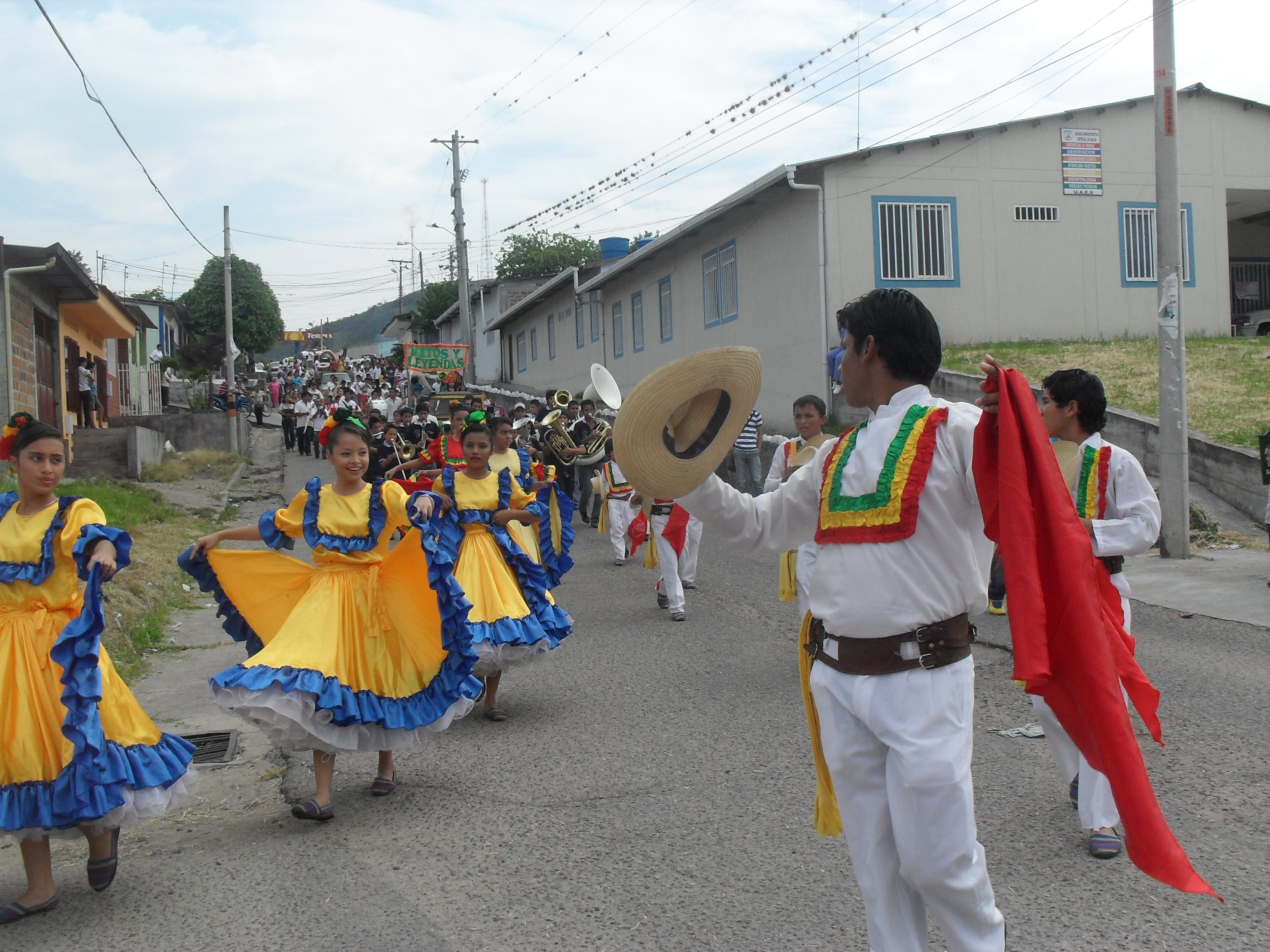
Comparsa folclórica acompañada de la tradicional papayera al ritmo de sanjuaneros.

### Rondas Clasificatorias San Pedrinas

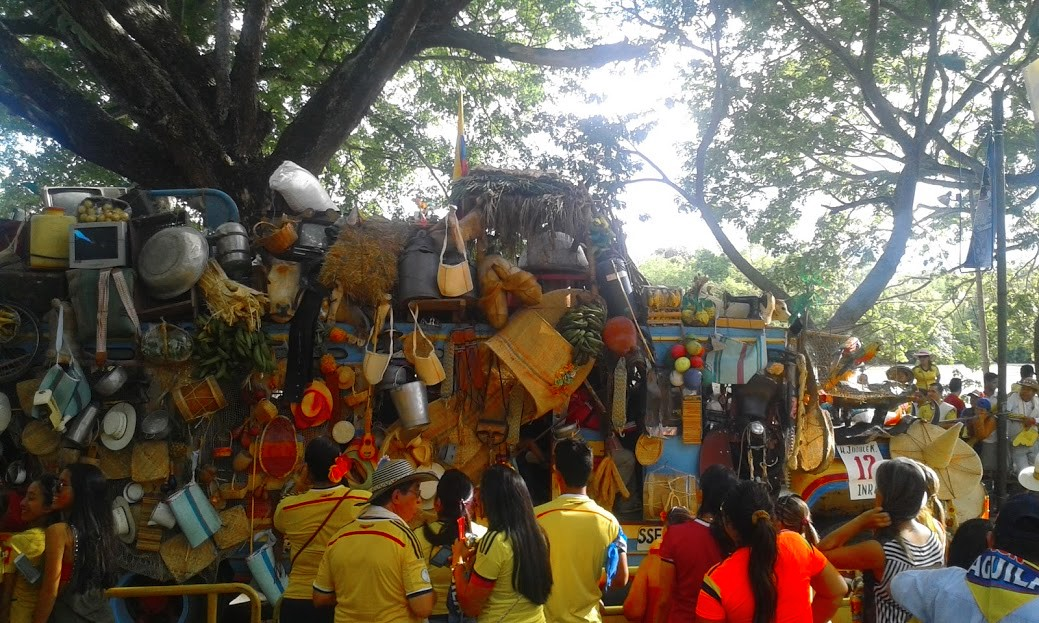
Tradicional Concurso y Desfile de Chivas HJ DobleK.

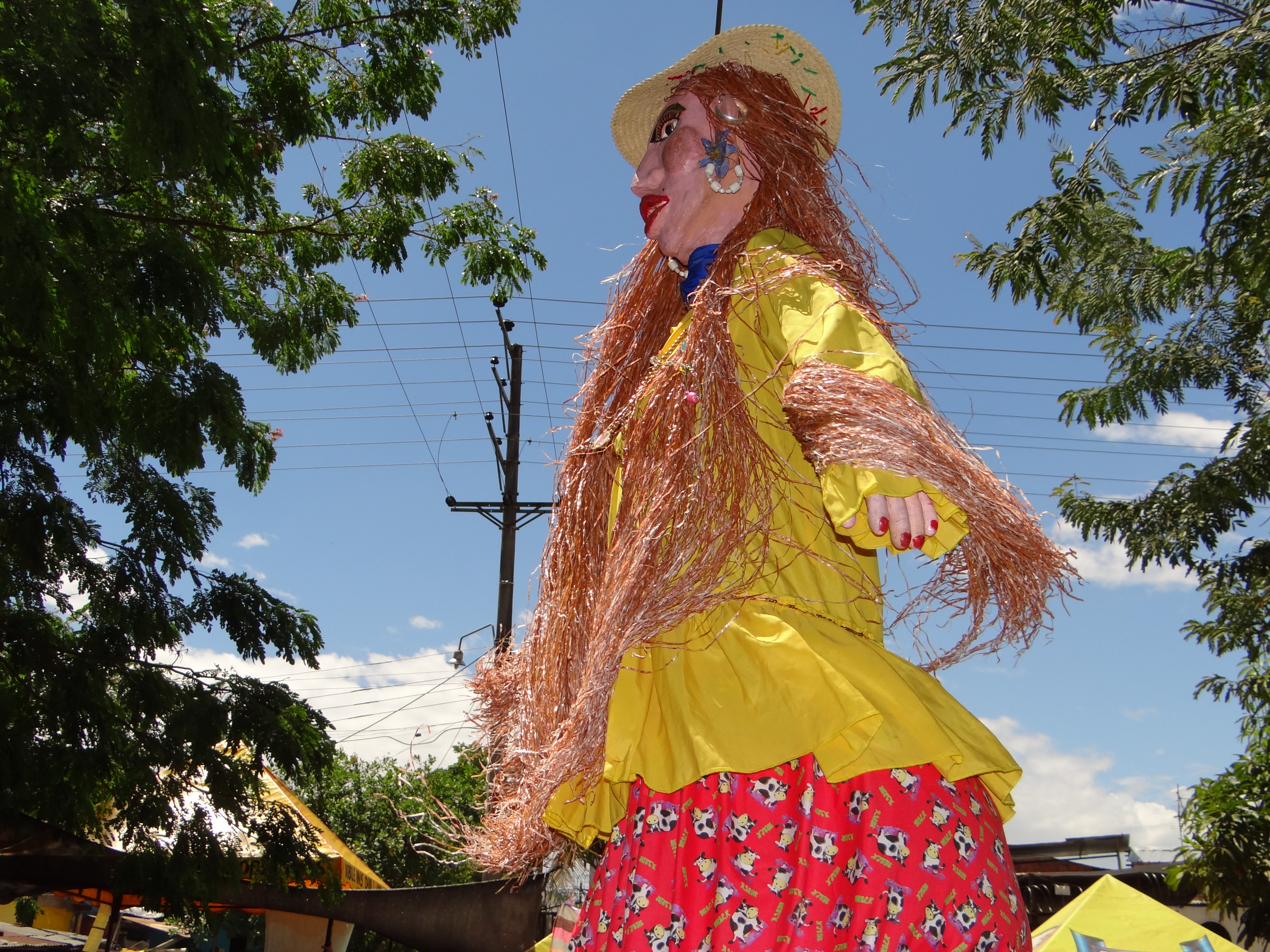
Comparsa Tradicional Mitológica "Los Taitapuros".

Con el objetivo de mantener viva la tradición y folclor del departamento, a partir del mes de abril se realizan diversos eventos de tipo cultural y artístico en Neiva y en algunos municipios del Huila como preámbulo del festival, que sirven como eliminatorias de los encuentros de música, danza y composición. Además sirve como proceso eliminatorio de las candidatas que participaran en el Reinado Popular del Bambuco.

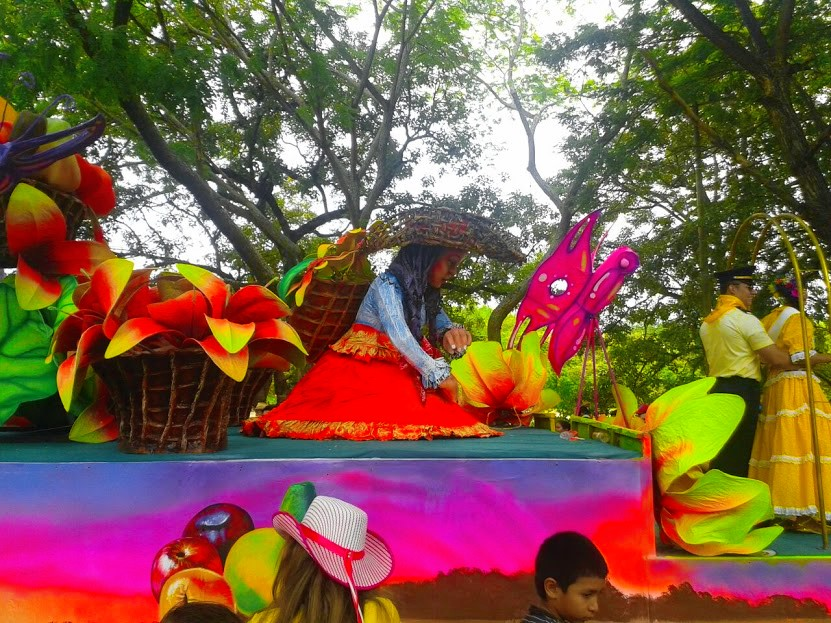
Carroza elaborado por artesanos huilenses durante desfile departamental del Bambuco

### Muestra Artesanal, Comercial, Gastronómica y Artística
En el marco del festival, se realizan muestras representativas que destacan la tradición familiar y generan espacios de intercambio cultural con los propios y visitantes que también se hacen partícipes cada año. Los eventos más destacados son:

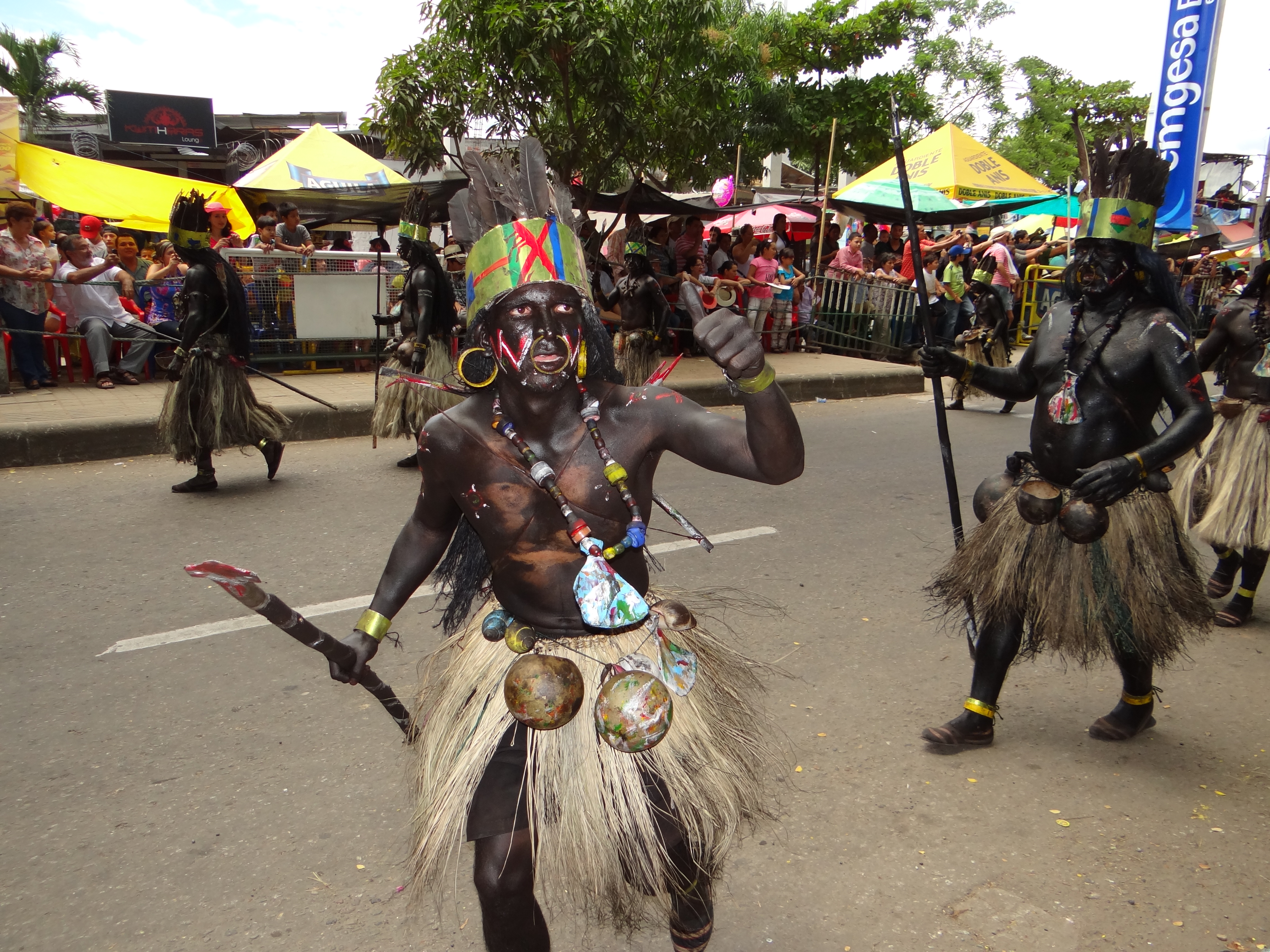
Comparsa Indios Otaces de Campoalegre.

- Encuentro Nacional de Maestros Artesanos: Desde 1997, este evento es considerado como la sumatoria de saberes y destrezas en un encuentro para estimular la dedicación y creatividad de maestros artesanos propiciando su reconocimiento y valoración como artífices de una nueva alternativa de desarrollo económico para el Huila. Participan gran parte todos los maestros artesanos del Huila, de otros departamentos de Colombia y del exterior. Las artesanías que participan deben relacionarse con los oficios tradicionales u oficios y técnicas nuevos que contengan una fuerte carga de identidad cultural, dentro de los cuales se incluye la artesanía contemporánea.[16]
- Feria Nacional de la Microempresa: Desde 1988, con el objetivo de dinamizar la economía y apoyar a comerciantes y microempresarios provenientes de todo el país. La feria es un espacio de exposición y venta de productos artesanales, textiles, hogar y demás a bajo costo.
- Feria Artesanal Municipal "Ana María Bernal Vanegas": Es una muestra comercial de expositores artesanales, de arte, emprendimiento y cultura del municipio de Neiva y del departamento.
- Festival de la Creatividad y el Arte - Festicrearte: Evento de carácter cultural basado en la exposición de las creaciones de artistas visuales y escritores huilenses, además de un ciclo de conferencias sobre música y folclor, exposiciones de pintura con sus creadores, en torno a los procesos culturales.
- Gala “Historia, Folclor y Tradición”: Recoge a propios y visitantes para mostrar un espectáculo lleno de luces, colores y magia con el objetivo de exponer la cultura de la región a través de una majestuosa obra de arte que acapara la atención de toda la ciudad generalmente este evento es equivalente a la apertura oficial del Festival.
- Festival del Asado, del Achira y productos típicos del Huila.
- Feria Gastronómica Sabores en San Juan y San Pedro.
- Feria del Libro y el Arte Huilense ¡Viva el San Pedro!
- Muestra Audiovisual Huila de Película

### Cabalgatas
Se destaca en la mayoría de los desfiles un considerable grupo de jinetes entre hombres, mujeres, niños (huilenses y turistas) que aperan elegantemente a sus hermosos caballos de paso fino, trote y exhibición para acompañar a sus candidatas en los desfiles. Sin importar la inclemencia del sol y calor, la alegría de la gente anima a estos hombres y mujeres a participar. Actualmente se realizan por cada desfile, una cabalgata. Las más importantes son:
- Cabalgata Cacica Gaitana (Cabalgata Femenina).
- Cabalgata Noctura (Desfile Nocturno Señorita Neiva).
- Gran Cabalgata de San Juan (Desfile Departamental del Bambuco).
- Cabalgata de San Pedro (Gran Desfile Folclórico Nacional).

### Desfiles
- Desfile Popular del Bambuco: Las escuelas de danza y formación artística de Neiva se convierten en protagonistas al rendir homenaje a las tradiciones del Huila. Este desfile se engalana con la presencia de las candidatas al Reinado Popular, quienes lucen trajes de fantasía inspirados en el emblemático Sanjuanero Huilense, símbolo folclórico del departamento.[17]
- Desfile Nocturno Señorita Neiva: Este desfile es un espectáculo de luces y color que ilumina la noche con majestuosas carrozas decoradas con neón, elaboradas por artesanos huilenses. El desfile cobra vida con danzas tradicionales, comparsas festivas y vibrantes bandas de viento.[18]
- Desfile Departamental del bambuco: Las raíces culturales del Huila se manifiestan en este desfile que exalta la riqueza folclórica del departamento. Las reinas departamentales desfilan con el tradicional traje de campesina huilense, en una muestra viva de identidad, música y tradición.
- Desfile Nacional de bienvenida: A su llegada desde Bogotá en el vuelo real, las candidatas al Reinado Nacional del Bambuco tienen su primer encuentro con el pueblo opita. Este desfile, considerado el evento inaugural del certamen, se acompaña de bandas musicales y comparsas que dan una calurosa bienvenida a las aspirantes a la corona.[19]
- Tradicional Desfile y Concurso Departamental de Chivas: En este colorido evento, organizado por la emisora regional HJ Doble K, las tradicionales chivas (Buses escalera) se convierten en íconos rodantes de la cultura opita. Decoradas con creatividad y folclor, compiten en un concurso que rescata y enaltece esta singular expresión del patrimonio huilense.[20]
- Desfile Acuático Nacional: Sobre las aguas del majestuoso río Magdalena, se realiza este desfile único donde las candidatas al Reinado Nacional del Bambuco navegan en canoas bellamente adornadas. Desde la margen derecha del río, el público saluda a las reinas, en un emotivo tributo al "río grande de la patria" y a los personajes míticos del Huila.[19]
- Gran Desfile Folclórico Nacional "Maruja Fernández de Giraldo": Las delegaciones de los departamentos con bandas musicales, comparsas, grupos de danza, bailes y trajes típicos acompañan a quién creen será la nueva soberana de este magno evento del folclor nacional de Colombia. Además se presentan las delegaciones internacionales para que realicen su muestra internacional del folclor.[19]

### Encuentros de música, danza y concursos
Son espacios culturales que tienen como objetivo afianzar la identidad cultural huilense; se presentan danzas departamentales, nacionales e internacionales, concursos de baile del bambuco tradicional y de Sanjuanero Huilense y encuentros de música departamental, rajaleñas, música campesina, rumba opita, música nacional e internacional. 

#### Encuentros y muestras de danza
- Muestra Folclórica y Artesanal Nacional del Bambuco.
- Muestra Cultural y Folclórica Departamental del Bambuco.
- Muestra Folclórica Señorita Neiva.
- Encuentro Nacional e Internacional de danzas folclóricas "Inés García de Durán"
- Encuentro Departamental de Danzas "César Marino Andrade"
- Encuentro Departamental Baile Bambuco Tradicional "Faustino Sandoval"
- Encuentro Departamental del Baile del Pasillo Huilense "Luis Carlos Pipa Prada"
- Encuentro Departamental del Sanjuanero Huilense Infantil "Jairo Sánchez Monje"
- Encuentro Departamental de Rumba Campesina "Álvaro Trujillo Cuenca"
- Encuentro Departamental Infantil del sanjuanero Huilense, pasillo y rumba campesina "Luz Cucalón de García"
- Encuentro Cultural y Folclórico Departamental de Víctimas.
- Encuentro Cultural y Folclórico Departamental de Personas con discapacidad.
- Encuentro de Bambuco Tradicional Infantil.
- Encuentro e Intercambio Cultural Indígena.

#### Encuentros de música
- Encuentro Nacional de Bandas sinfónicas "Abel Valderrama Yusti"
- Encuentro Departamental de Bandas municipales "Milciades Chato Durán"
- Encuentro Departamental de Música campesina "Cantalicio Rojas"
- Encuentro Departamental de Rajaleñas Infantil "Ulises Charry"
- Encuentro Departamental de Rajaleñas "José Antonio Cuellar Rumichaca"
- Encuentro Departamental de Chirimías y Música Andina.
- Encuentro Departamental de Duetos y Tríos.
- Encuentro de Música Alternativa "Rock al San Pedro"
- Encuentro de Música Folclórica Latinoamericana.
- Encuentro Municipal de Música Campesina y Rajaleña.
- Encuentro de Afrocolombianidad.
- Presentación de Nuevos talentos e Intérpretes Huilenses.
- Festival de San Juan Gran Concierto.
- Calle del Festival - Gran Tarima San Pedrina.

#### Concursos
- Concurso Nacional de Composición Musical "Jorge Villamil Cordovéz"
- Concurso Nacional de Interpretación Musical "Anselmo Durán Plazas"
- Concurso Departamental Infantil de Rajaleña y Bambuco tradicional.
- Concurso Departamental de fotografía "Que Viva el San Pedro"
- Concurso de Interpretación de la Hojita y Rajaleña.

Reconocimientos
- Reconocimiento - Encuentro a la Composición Huilense "Jairo Beltrán Tovar"
- Reconocimiento "Tambor de Oro": Máxima distinción del gobierno departamental por el trabajo y la gestión cultural en pro de la región.

### Reinados
Son los principales eventos del festival, permitiendo de forma progresiva la participación de las candidatas en los diferentes certámenes que integran las festividades, siendo ellos:
- Popular del Sanjuanero Huilense:

Es denominada como "Reina de las Fiestas". Se congregan los distintos barrios de la ciudad de Neiva, donde se inscriben las candidatas en una rondas sampedrinas eliminatorias de acuerdo a la comuna a la que pertenecen. Desde el año 2000, por cada comuna son seleccionadas dos representantes con la mejor ejecución del Sanjuanero Huilense y los corregimientos tienen participación directa en el reinado. El corregimiento El Caguán ha sido el barrio y/o corregimiento más ganador (7 ocasiones). La Reina Popular 2025 es María Paula Ninco Lizcano, quien fue la representante del corregimiento El Caguán.
- Señorita Neiva:

Participan las empresas de la ciudad. Este se realiza para elegir a la participante de Neiva, que competirá con los demás municipios en el Reinado Departamental. La Alcaldía de Neiva en algunos años ha asignado su candidata por decreto municipal (14 ocasiones). La empresa Industria Licorera del Huila (Empresa liquidada) ha sido la entidad más ganadora (5 ocasiones). La Señorita Neiva 2025 es Yandry Catalina Díaz Molina, quien fue la representante de Daniel Salas Medicina Estética.
- Departamental del bambuco

Participan los municipios del departamento, la ganadora representa al departamento del Huila en el Reinado Nacional. La ciudad de Neiva ha sido el municipio más ganador (15 veces) seguido del municipio de Garzón (8 veces) y La Plata (6 veces). La Reina Departamental 2025 es Caren Juliieth Perdomo Salazar, quien fue la representante del municipio de Palermo
- Reinado Nacional del Bambuco

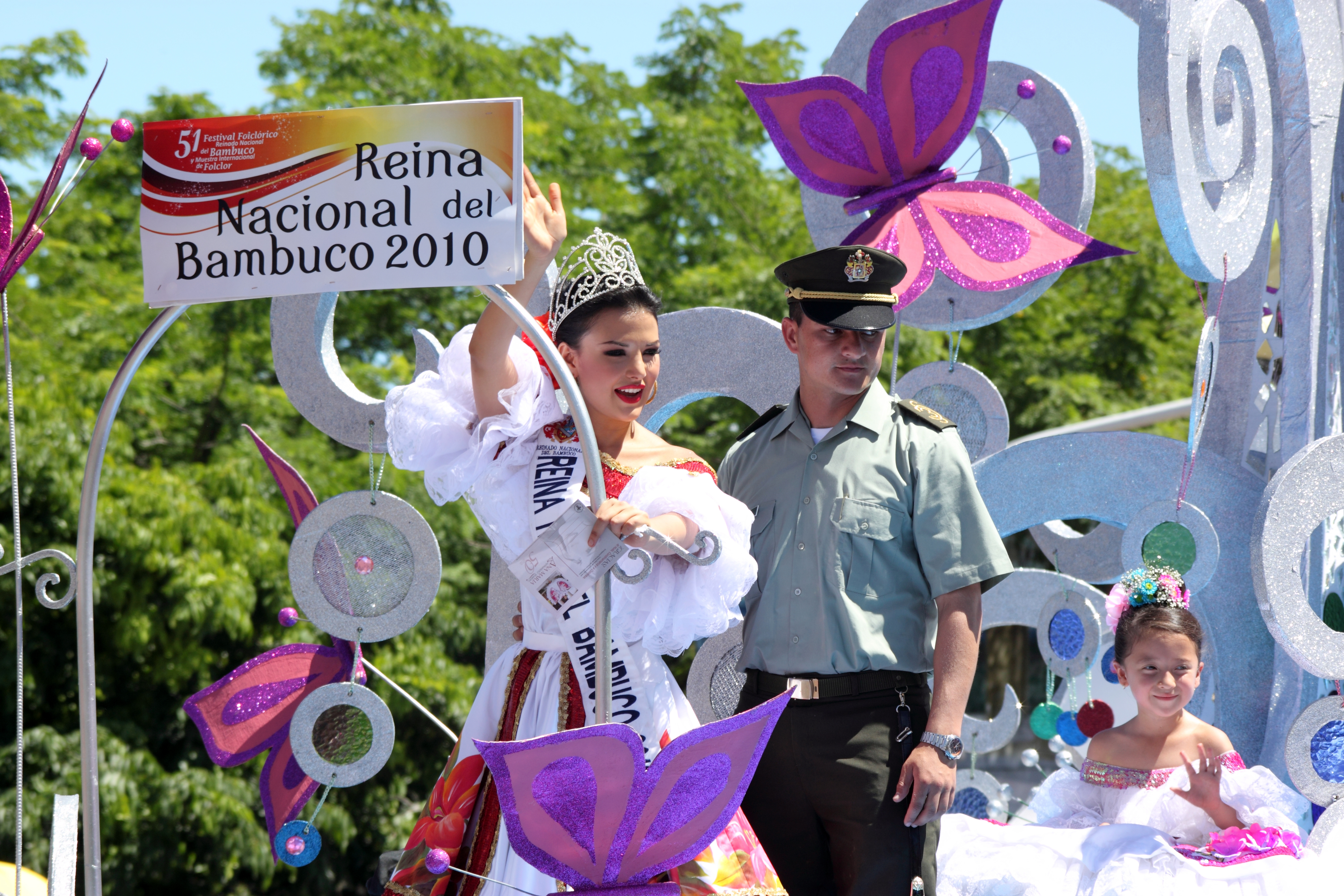
Ana María Hernández - Reina Nacional del Bambuco 2010 (Cundinamarca)

Cada año durante el marco del festival, es elegida como reina, una representante entre un grupo selecto de candidatas proveniente de los departamentos de Colombia, que deben interpretar la coreografía del Sanjuanero Huilense, representar el folclor de su región, del bambuco, reunir belleza, simpatía e intelectos. La Reina Nacional del Bambuco 2024 es Tania Gisella Henao García, quien fue representante del Distrito Capital Bogotá D.C.

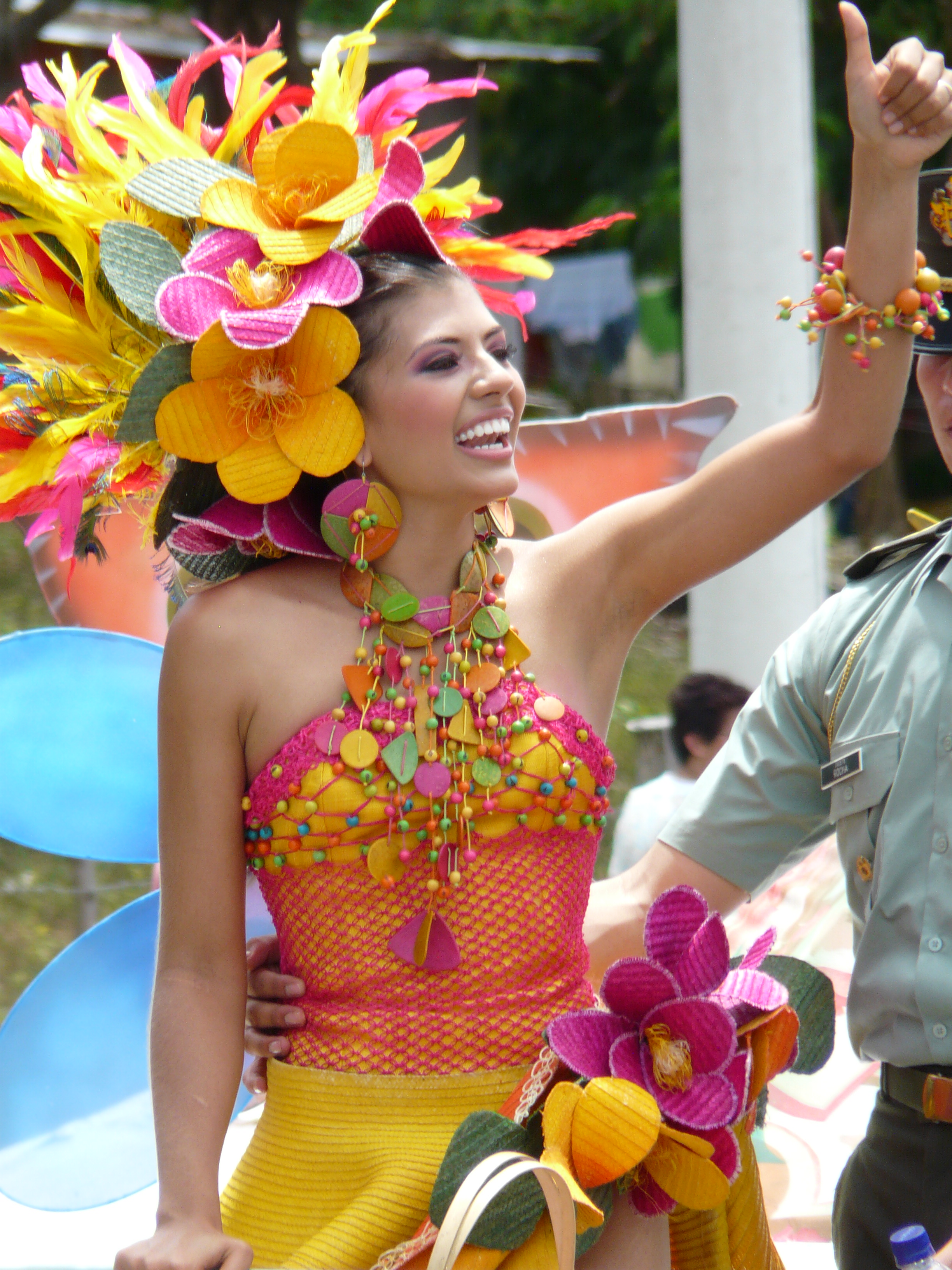
Shadia Rujana - Reina Nacional del Bambuco 2009 (Huila).

El Reinado Nacional del Bambuco ha sido realizado en 60 ediciones desde 1961 de manera ininterrumpida (A excepción de la edición 2020 que no se realizó debido a la emergencia sanitaria por la pandemia de COVID-19), el primer departamento ganador fue Huila mientras que el ganador más reciente y actual poseedor del título es Meta. En las 60 ediciones un total de 22 entes territoriales (21 departamentos y Bogotá) han obtenido al menos una corona, el departamento que más veces ha ganado es el departamento anfitrión, Huila, con un total de 8 coronas, le sigue Atlántico y Meta con 7; Caquetá y Valle del Cauca con 5. la información de la totalidad de los departamentos ganadores con sus años respectivos se muestra a continuación:

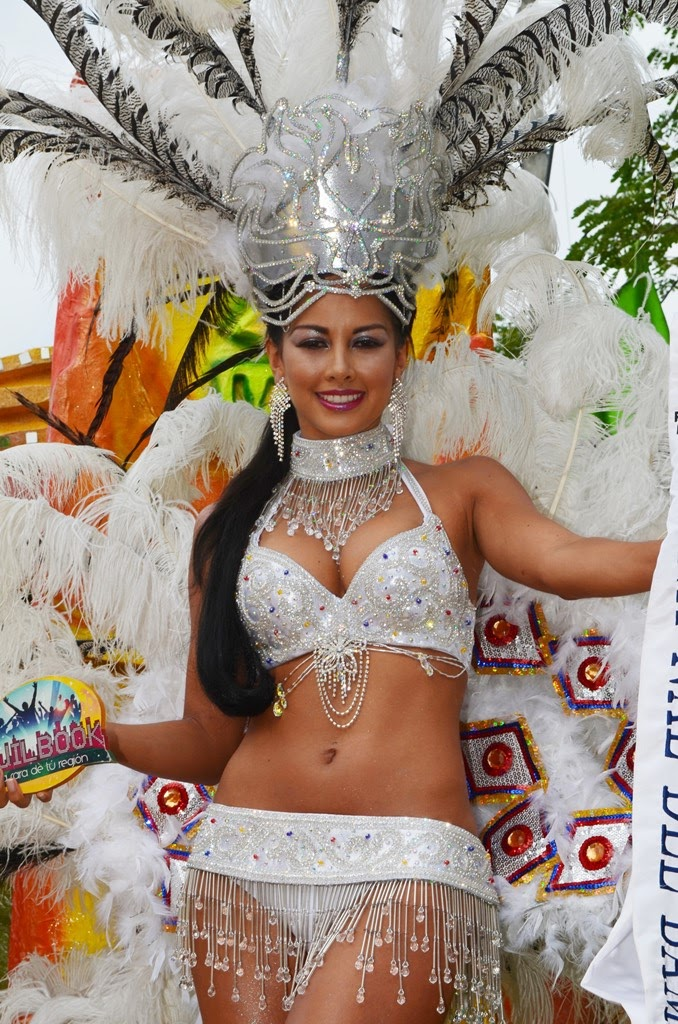
Paola Andrea Novoa - Reina Nacional del Bambuco 2012. (Caquetá)

| Representación        | Reinas | Años                                           |
| --------------------- | ------ | ---------------------------------------------- |
| Huila                 | 8      | 1961, 1984, 1991, 2001, 2005, 2009, 2017, 2021 |
| Meta                  | 7      | 1967, 1986, 1998, 2008, 2013, 2022, 2025       |
| Atlántico             | 7      | 1964, 1968, 1976, 1981, 1993, 2003, 2023       |
| Valle del Cauca       | 5      | 1965, 1987, 1990, 2014, 2019-2020              |
| Caquetá               | 5      | 1972, 1982, 1996, 2002, 2015                   |
| Bogotá                | 4      | 1966, 1974, 2012, 2024                         |
| Tolima                | 3      | 1971, 1999, 2016                               |
| Antioquia             | 3      | 1963, 1979, 1997                               |
| Santander             | 3      | 1973, 1975, 1977                               |
| Boyacá                | 2      | 1962, 2018                                     |
| Cundinamarca          | 2      | 1970, 2010                                     |
| La Guajira            | 2      | 1994, 2007                                     |
| Caldas                | 2      | 1995, 2004                                     |
| Bolívar               | 2      | 1985, 2000                                     |
| Cesar                 | 2      | 1988, 1989                                     |
| Arauca                | 1      | 2011                                           |
| Norte de Santander    | 1      | 2006                                           |
| Risaralda             | 1      | 1992                                           |
| Córdoba               | 1      | 1983                                           |
| San Andrés, P. y S.C. | 1      | 1980                                           |
| Sucre                 | 1      | 1978                                           |
| Cauca                 | 1      | 1969                                           |